# Take What You Want (Hurricane)
Take What You Want è il primo album in studio degli Hurricane, pubblicato nel 1985 per l'etichetta discografica Enigma Records.

## Tracce
1. Take Me in Your Arms – 4:05
2. The Girls Are Out Tonight – 3:28
3. Take What You Want – 3:32
4. Hurricane – 3:25
5. It's Only Heaven – 6:39
6. Hot and Heavy – 3:35
7. I'm On To You – 3:35
8. Baby Snakes (Instrumental Version) – 3:35
9. Over The Edge (Single Version) – 3:35
10. L.A. Luna – 1:20

## Formazione
- Kelly Hansen - voce
- Robert Sarzo - chitarra
- Tony Cavazo - basso
- Jay Schellen - batteria